# 刈谷橋
刈谷橋（かりやばし）は愛知県刈谷市逢妻町に位置し、逢妻川に架かっていた愛知県道246号刈谷大府線の橋。本項では合わせて知多郡東浦町との境界となっている境川に架かっていた境橋（さかいばし）についても触れる。

## 歴史
1934年（昭和9年）に開通した鉄筋コンクリート造の桁橋である。同時に開通した境橋とともにコンクリート製の高欄や親柱の独特なデザインで知られ、刈谷橋の東側には水路をまたぐ亀城橋も架けられた。刈谷市と大府市を結ぶ愛知県道246号刈谷大府線の橋として利用され、2010年度（平成22年度）道路交通センサスによる24時間交通量は8,408台。
運用開始から80年が経過して老朽化が進んでいたことや、幅員が狭いこと、また河川断面に対して流下を阻害しており河川改修に支障を来すため、境橋とともに撤去されることになった。2014年（平成26年）11月15日にバイパス道路として刈谷境橋と五ケ村橋が開通するのに合わせて通行止めとなり、同年12月から解体撤去された。刈谷橋については刈谷市の近代化遺産として、親柱の移設保存が行なわれる予定となっている。

## ギャラリー

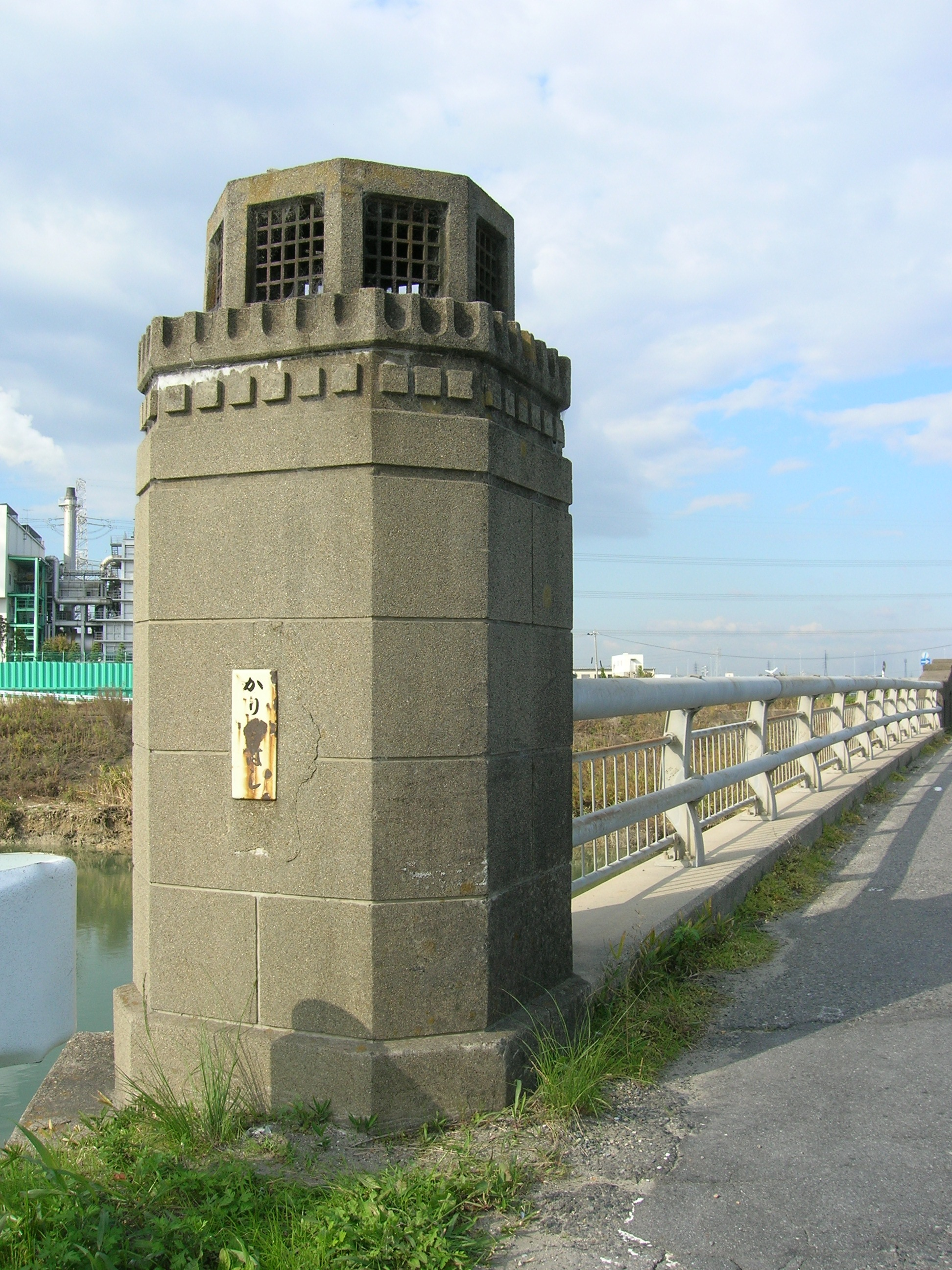
刈谷橋の親柱、橋名板は琺瑯になっている。
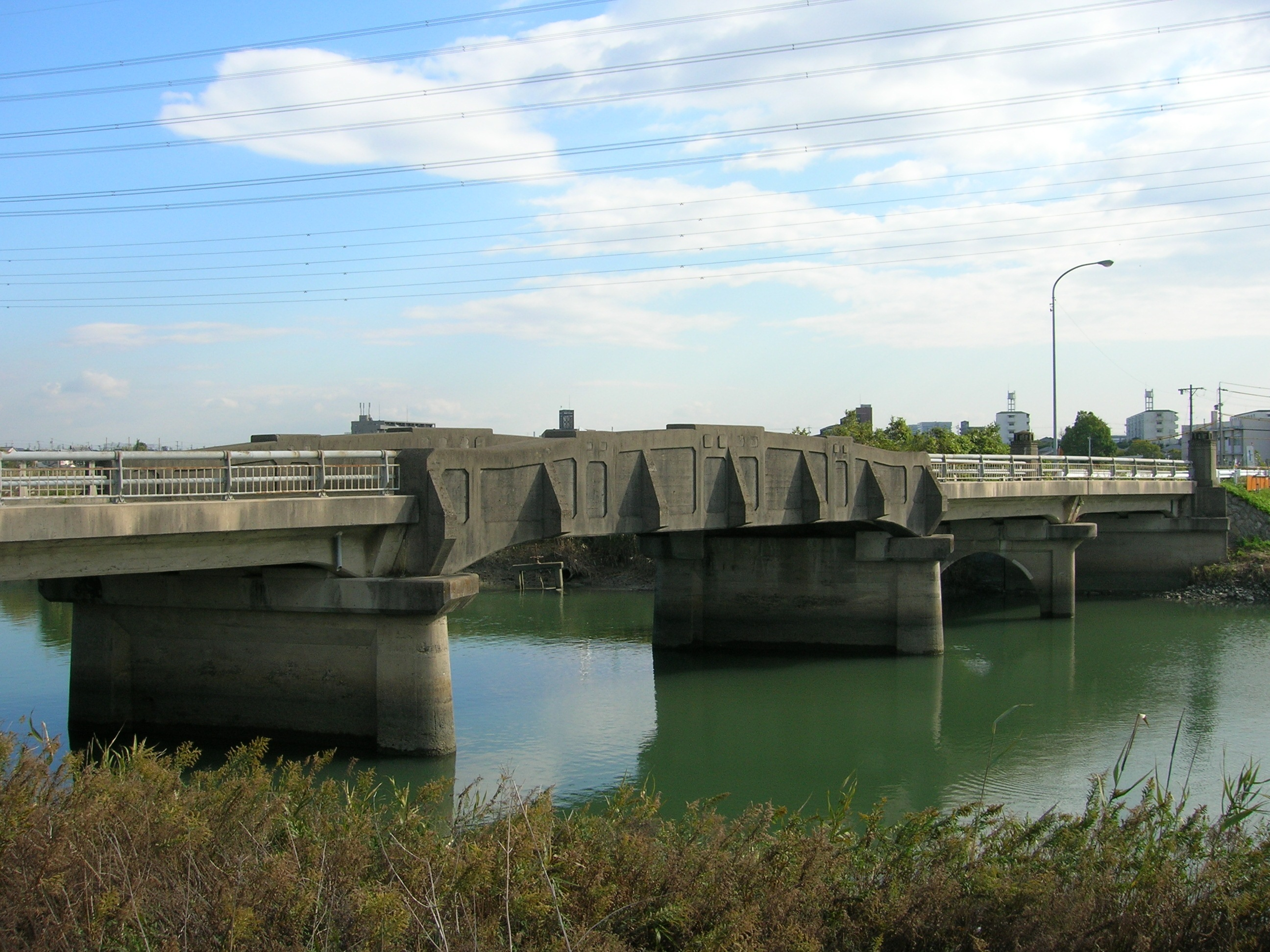
橋中央部にあった特徴的な造型の高欄。
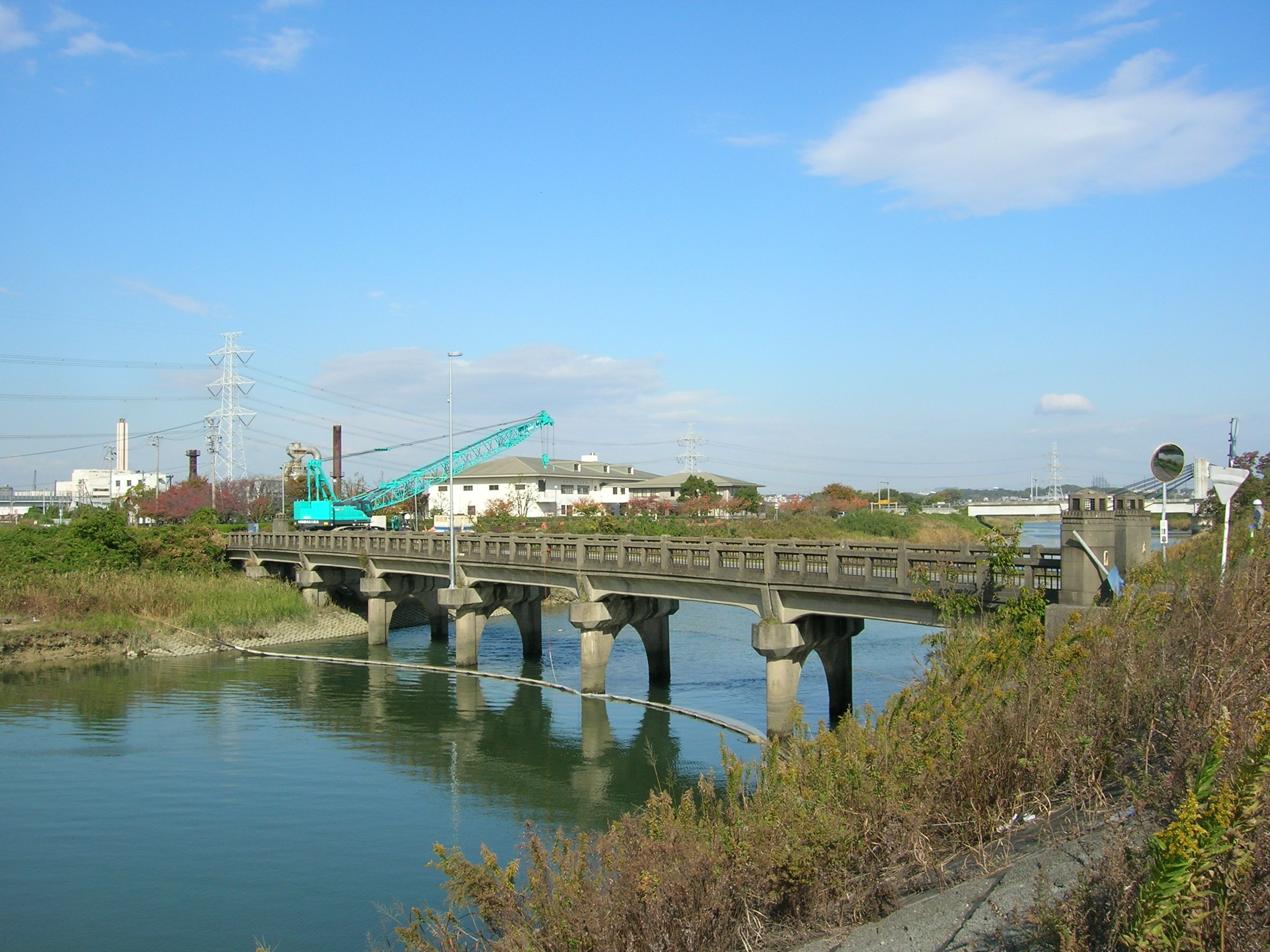
境橋は欄干もすべてコンクリートで出来ていた。
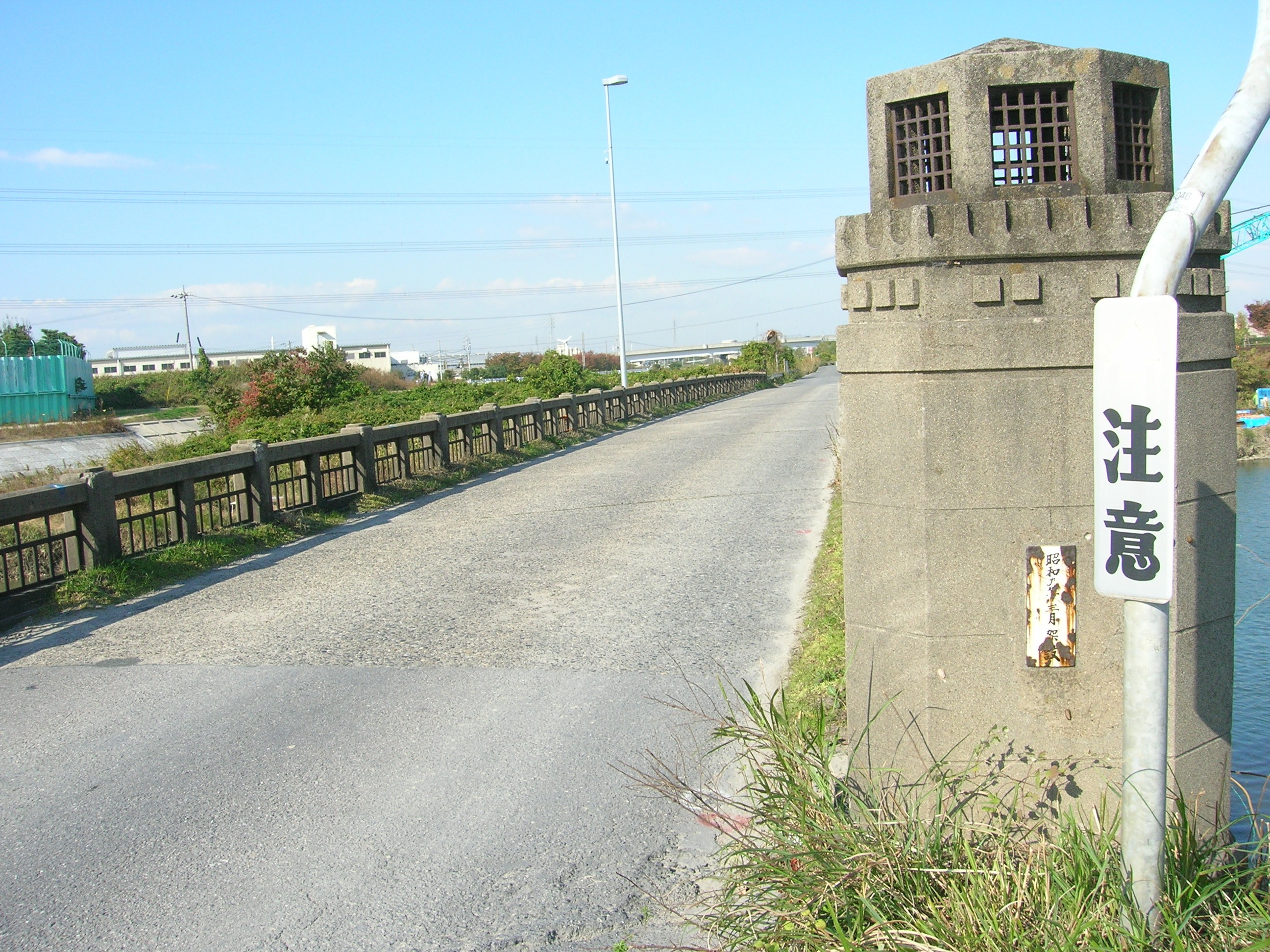
境橋の橋名板には「昭和九年三月架設」の文字が残る。